# Obruchevichthys
Obruchevichthys – bazalny czworonóg, forma przejściowa między rybami a płazami.
Początkowo (Vorobyeva, 1977) zaklasyfikowany do ryb mięśniopłetwych, w latach 90. XX w. przez Pera Ahlberga uznany za wczesnego czworonoga.
Opisany na podstawie dwóch fragmentów szczęki znalezionych na Łotwie i w Rosji; okaz odkryty w Rosji został jednak później ustanowiony holotypem odrębnego taksonu Weberepeton sondalensis. Jego szczęki wykazują cechy charakterystyczne zarówno dla ryb, jak i dla czworonogów. Podobieństwa z żuchwą elginerpetona stały się przyczyną przeklasyfikowania Obruchevichthys z ryb mięśniopłetwych do bazalnych czworonogów.
Żył w okresie późnego dewonu (ok. 368 mln lat temu) na terenach obecnej Europy Wschodniej.